# Vignes-la-Côte
Vignes-la-Côte är en kommun i departementet Haute-Marne i regionen Grand Est (tidigare regionen Champagne-Ardenne) i nordöstra Frankrike. Kommunen ligger i kantonen Andelot-Blancheville som tillhör arrondissementet Chaumont. År 2022 hade Vignes-la-Côte 66 invånare.

## Befolkningsutveckling
Antalet invånare i kommunen Vignes-la-Côte
| Referens: INSEE |